# Carlo Alberto Guidoboni Cavalchini
Carlo Alberto Guidobono Cavalchini (ur. 26 lipca 1683, zm. 7 marca 1774) – włoski kardynał.

## Życiorys
Syn Antonio Guidobono Cavalchini, barona Św. Cesarstwa Rzymskiego. Uzyskał tytuł doktora praw na uniwersytecie w Pawii (1702). Jako prawnik działał przez wiele lat w Trybunale Sygnatury Apostolskiej. W lutym 1727 przyjął święcenia kapłańskie. Rok później papież Benedykt XIII wyświęcił go na tytularnego arcybiskupa Filippi i mianował sekretarzem Kongregacji Soboru Trydenckiego (obecnie ds. Duchowieństwa). W 1743 kreowany kardynałem prezbiterem tytułu Santa Maria della Pace. Prefekt Kongregacji ds. Biskupów i Zakonów od 1748 roku. Był jednym z faworytów konklawe 1758, jednak francuski kardynał Paul d’Albert de Luynes w imieniu króla Francji Ludwika XV wykorzystując tzw. prawo ekskluzywy zgłosił weto wobec jego kandydatury, skutecznie blokując mu drogę do pontyfikatu. Nowy papież Klemens XIII mianował go swoim datariuszem. W lutym 1759 awansował do rangi kardynała biskupa Albano, a w 1763 został dziekanem Św. Kolegium Kardynałów i kardynałem biskupem Ostii. Przewodniczył konklawe 1769. Zmarł w Rzymie, mając ponad 90 lat. Pochowano go w bazylice SS. XII Apostoli.